# Brusnica (kanton tuzlański)
Brusnica – wieś w Bośni i Hercegowinie, w Federacji Bośni i Hercegowiny, w kantonie tuzlańskim, w gminie Čelić. W 2013 roku pozostawała niezamieszkana.